# Charlotte von Stein
Charlotte von Stein   (Eisenach, 25 de desembre de 1742 - Weimar, 6 de gener de 1827) era una dama de companyia a la cort de Weimar, escriptora i una amiga tan propera de Friedrich Schiller i de Johann Wolfgang von Goethe, que influí fortament en la vida de tots dos.
Era filla del mariscal de la cort von Schardt i rebé una educació pròpia de les noies de la bona societat: literatura, belles arts, cant i dansa. Essent dama de la duquessa Anna Amàlia, va contraure matrimoni el 1764 amb el cap de quadres del ducat, Frederic baró de Stein.
Fanàtica admiradora de Goethe, el va conèixer personalment el novembre de 1775 i, malgrat que en l'edat l'avantatjava en set anys i ja era mare de set fills, ben aviat li suscità un amor ardent i es configurà per a ell com un ideal femení inassolible. Charlotte von Stein inspirà en Goethe les figures femenines d'Ifigenia, d'Iphigenie auf Tauris, i de Natalie, d'Els anys d'aprenentatge de Wilhelm Meister.
La intimitat d'aquelles especials relacions, que en tan alt grau influïren en la vida i en la producció poètica de Goethe, més tard sofrí un refredament davant les exigències de Charlotte i, en retornar Goethe d'Itàlia el 1788, més que res per la relació del poeta amb Christiane Vulpius, va sobrevenir la ruptura, de la qual ella se'n lamentà en una tragèdia composta el 1794 que titulà Dido (publicada per Otto Volger, Leipzig, 1867). També escrigué altres obres de teatre, entre les quals Rino (1776), una petita peça humorística sobre Goethe i les dames de la cort.

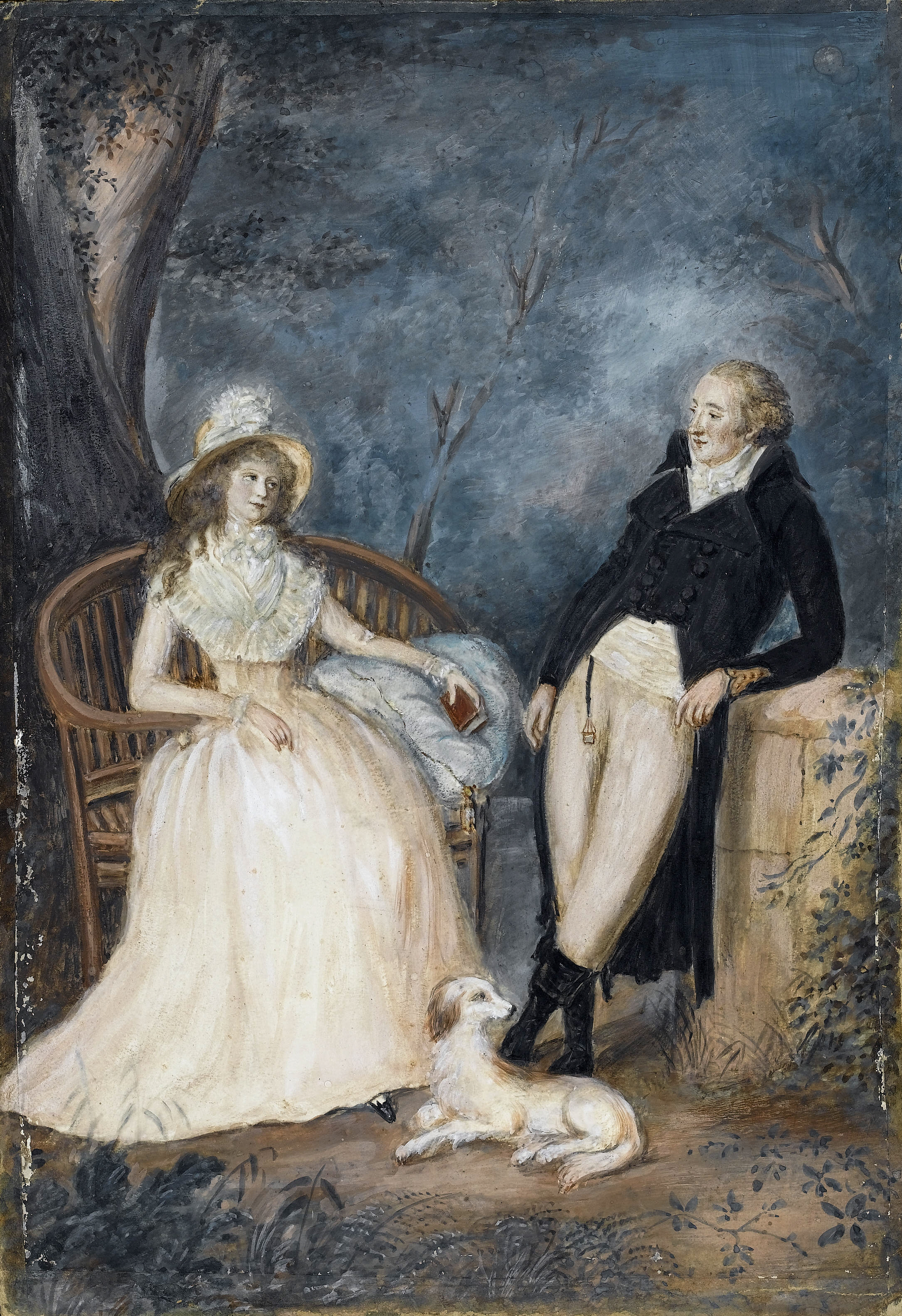
Goethe and Charlotte von Stein in conversation, de German Master

Transcorreguts una quants anys, es va reprendre entre ambdós una certa relació d'amistat, que durà fins a la mort de von Stein, la qual havia enviduat el 1793. Per a Frederic Constantin von Stein, fill de Charlotte, Goethe fou sempre un amic fraternal.
Com el més bell document honorífic de Charlotte von Stein subsisteixen les cartes de Goethe (Goethes Briefe an Frau von Stein aus den Jahren 1776-1820), publicades per A. Schöll (Weimar, 1848/51). Aquestes tingueren un digne complement en les cartes dirigides a Charlotte des d'Itàlia i que el poeta reclamà d'ella quan feu la refosa dels seus Italianische Reise (Viatge a Italia), sent publicades per la Goethe-Gesellschaft (Weimar, 1886). Fruit de les investigacions, n'han aparegut d'altres que es conserven a l'arxiu de Weimar i al Goethe-Museum de Düsseldorf.
Quant a les cartes escrites a Goethe per a von Stein, aquesta les hi va reclamar i les cremà abans de morir; malgrat tot, n'hi ha moltes en l'obra Charlotte von Schiller und ihre Freunde (Stuttgart, 1862).